# Wheaton College (Massachusetts)
Das Wheaton College ist ein privates „Liberal Arts College“ in Norton (Massachusetts), einer Stadt zwischen Boston und Providence. Mit seiner Gründung als christliche Hochschule für Frauen 1834 gilt es als eines der ältesten Institutionen der höheren Bildung für Frauen in den Vereinigten Staaten. Es sollte nicht verwechselt werden mit dem wesentlich größeren Wheaton College in Illinois.

## Geschichte

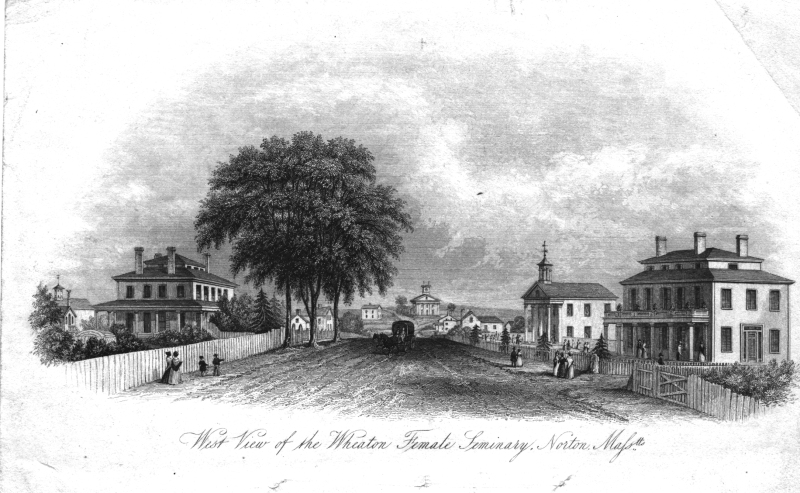
Um 1844

1834 starb Eliza Wheaton Starke, die Tochter des Richters Laban Wheaton, im Alter von 39 Jahren. Ihre Schwester Eliza Baylies Chapin Wheaton überredete ihn, Eliza durch die Gründung einer weiterführenden Schule für Frauen zu ehren.
Die Familie bat die damals bekannte Erzieherin Mary Lyon um Unterstützung bei der Gründung. Lyon entwarf das erste Curriculum mit dem Ziel, die Qualität und Angebotsvielfalt von Colleges zu erreichen und bestimmte Eunice Caldwell zur ersten Direktorin der Hochschule. Der Lehrbetrieb der Wheaton Female Seminary genannten Schule wurde am 22. April 1835 mit fünfzig Studenten und drei Dozenten aufgenommen.
Mary Lyon und Eunice Caldwell verließen das Wheaton Seminary 1837 um das Mount Holyoke Female Seminary (heute Mount Holyoke College) zu gründen. Nach ihrem Weggang folgten Zeiten stark schwankender Immatrikulationszahlen und häufiger Führungswechsel bis 1850 Caroline Cutler Metcalf Direktorin wurde. Metcalf machte den Ausbau der Fakultäten mit renommierten Dozenten zu ihrem wichtigsten Ziel. Ihre oberste Priorität lag dabei auf Professoren, die mit den Studenten Ideen diskutieren sollten, anstatt auswendig gelerntes Wissen abzufragen. Zu den wichtigsten Anwerbungserfolgen gehörten Lucy Larcom, die das Studium der englischen Literatur am College einführte und die Literaturzeitschrift The Rushlight ins Leben rief und Mary Jane Cragin, die innovative Unterrichtstechniken für Geometrie und Mathematik einführte und Mathematik zu einem der Lieblingsfächern von vielen Studenten machte. Caroline Cutler Metcalf ging erst 1876 in den Ruhestand.
Ellen A. Stanton, die seit 1871 französisch unterrichtete, war von 1880 bis 1897 Direktorin des Wheaton Seminary. Sie führte die Wheaton durch eine schwierige Zeit, in der mehr und mehr öffentliche High Schools und Colleges Bachelor-Abschlüsse für Frauen anboten.
Auf Anregung von Eliza Baylies Wheaton wurde 1897 Reverend Samuel Valentine Cole der erste Präsident. Als Vorbereitung für einen Wechsel von einer höheren Schule zu einem College begann er den Lehrplan zu erweitern, ließ vierundzwanzig neue Gebäude errichten und richtete eine Stiftung ein. Unter seiner Führung nahmen die Immatrikulationen von 50 auf 414 pro Semester zu. Cole starb nach einer kurzen Krankheit 1925. Auf dem Campus erinnert die Cole Memorial Chapel an ihn.
1912 gewährte der Bundesstaat Massachusetts Wheaton den Collegestatus. Gleichzeitig wurde die Student Government Association gegründet, mit dem Ziel die gesamte Studentenschaft zu vertreten und die Förderung der individuellen Verantwortung voranzutreiben. 1932 erhielt die Wheaton die Genehmigung ein Chapter der Gemeinschaft Phi Beta Kappa zu gründen.
Reverend John Edgar Park, der 1926 zum Präsidenten des Wheaton College gewählt wurde, setzte das von Cole begonnene Ausbauprogramm fort. Er führte das College durch die Weltwirtschaftskrise, die Feierlichkeiten des hundertsten Jahrestages 1935 und den Zweiten Weltkrieg. Er emeritierte 1944 und wurde von Alexander Howard Meneely, zuvor Professor für Geschichte am Dartmouth College, abgelöst. Während seiner Amtszeit beschloss der Stiftungsrat eine Vergrößerung von damals 525 auf 800–1000 Studenten. Der Bau des dazu notwendigen „neuen Campus“ begann 1957. Meneely starb 1961.
1962 übernahm William C. H. Prentice, Professor der Psychologie am Swarthmore College, die Führung des Wheaton College. In den frühen 1960er Jahren beendete er die Ausbauphase mit der Fertigstellung des neuen Campus und die Anzahl der Immatrikulationen pro Semester wuchs auf 1200. 1970 beteiligten sich die Studenten und Dozenten an den bundesweiten Campus-Protesten gegen den Vietnamkrieg.
1975 wurde Alice Emerson die erste Frau Präsidentin des Wheaton Colleges. Sie war zuvor Präsidentin der University of Pennsylvania gewesen. Während ihrer Amtszeit erreichte das College nationale Anerkennung durch Pionierarbeit bei der Entwicklung eines ausgewogenen Gender-Lehrplans. 1984/85 wurde das 150-jährige Bestehen mit einer Reihe von Symposien, Konzerten, Tanz-Performances und Kunst- und Geschichtsausstellungen gefeiert. 1988 wurde die Wheaton zu einem koedukalen College. Der erste gemeinsame Vorlesung von Männern und Frauen fand im September 1988 statt.
Dale Rogers Marshall, die zuvor am Wellesley College tätig war, wurde 1992 die sechste Präsidentin des Wheaton College. Sie initiierte die Kampagne „The Campaign for Wheaton“, ließ die ersten neuen Wohngebäude seit 1964 errichten und sorgte für eine umfassende Renovierung der alten Gebäude und den Ausbau der Kunstfakultät.
Am 23. März 2004 wurde Ronald A. Crutcher, zuvor Professor für Musik an der Miami University, der siebte Präsident des Wheaton College; sein Nachfolger wurde 2014 Dennis M. Hanno.

## Zahlen zu den Studierenden, den Dozenten und zum Vermögen
Im Herbst 2021 waren 1.701 Studierende am Wheaton College eingeschrieben, die alle ihren ersten Studienabschluss anstrebten, sie waren also alle undergraduates. Von diesen waren 62 % weiblich und 38 % männlich; 4 % bezeichneten sich als asiatisch, 6 % als schwarz/afroamerikanisch, 6 % als Hispanic/Latino und 70 % als weiß. Es lehrten 178 Dozenten an der Universität, davon 130 in Vollzeit und 48 in Teilzeit. 2008 waren es 1.538 Studierende gewesen. Insgesamt zählt die Universität 19.000 Personen zu ihren Ehemaligen (Alumni).
Der Wert des Stiftungsvermögens der Universität lag 2021 bei 266,9 Mio. US-Dollar und damit 26,7 % höher als im Jahr 2020, in dem es 210,6 Mio. US-Dollar betragen hatte. 2008 waren es rund 178 Millionen US-Dollar gewesen.

## Studium

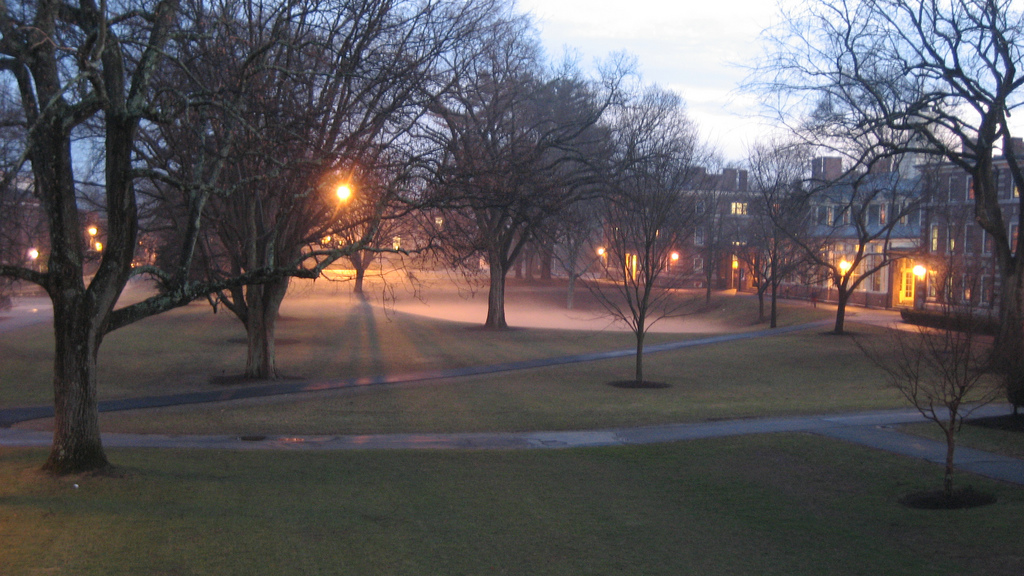
Blick auf den Campus

Die Studenten des Wheaton College können, sofern sie dies mit ihren Dozenten abstimmen, den Bachelor of Arts aus einer freien Kombination aus mehr als 36 Haupt- und 50 Nebenfächern ablegen. Sie können dabei aus mehr als 600 Kursen wählen. Diese Kursauswahl wird durch das Partnerprogramm mit der Brown University und neun weiteren Colleges der Southeastern Association for Cooperation in Higher Education in Massachusetts erweitert. Die Wheaton bietet zudem duale Studiengänge an, die noch nicht graduierten Studenten ermöglicht, Diplom-Studiengänge in Kunst, Kommunikation, Technik, Wirtschaft, Theologie und Optometrie zu belegen.
Laut Angabe auf der Webseite 2022 liegt die durchschnittliche Kursgröße zwischen 15 und 20 Studenten.

### Ehrenkodex
Der Ehrenkodex wurde 1921 eingeführt und wird so auch von anderen Colleges verwendet. Bewerber des Wheaton College sind angehalten, den Inhalt genau zu lesen und sich vor ihrer Immatrikulation kritisch damit auseinanderzusetzen.

“As members of the Wheaton Community, we commit ourselves to act honestly, responsibly, and above all, with honor and integrity in all areas of campus life. We are accountable for all that we say and write. We are responsible for the academic integrity of our work. We pledge that we will not misrepresent our work nor give or receive unauthorized aid. We commit ourselves to behave in a manner which demonstrates concern for the personal dignity, rights and freedoms of all members of the community. We are respectful of college property and the property of others. We will not tolerate a lack of respect for these values.”

Auf Basis dieses Kodexes werden viele Tests und Examen nicht durch einen Dozenten oder andere überwacht. Seit 2003 müssen die Studenten und alle Fakultätsmitglieder unter jede offizielle Arbeit den Satz “I have abided by the Wheaton Honor Code in this work” einfügen und unterzeichnen.
Studenten, die gegen den Ehrenkodex verstoßen haben, sind aufgefordert, ihr Fehlverhalten selbstständig einem Dozenten oder einer anderen offiziellen Stelle zu melden. Studenten, die Zeuge eines solchen Fehlverhaltens werden, sollen der betreffenden Person nahelegen, sich selbst zu melden, bevor sie dies selbst tun. Schwere oder wiederholte Verstöße gegen den Kodex können zur Exmatrikulation vom Wheaton College führen.

### Sport
Die Studenten können sich an 21 intercollegialen Sportteams wie Baseball, Softball, Basketball, Soccer, Schwimmen, Volleyball, Golf und Tennis beteiligen. Diese Teams spielen in der NCAA Division III sowie in der New England Women’s und Men’s Athletic Conference (NEWMAC). Das Maskottchen des Wheaton College ist ein Löwe, der nach Mary Lyon benannt wurde. Von den 420 Colleges, die in der Division III zusammengefasst sind, belegt das Wheaton College den siebten Rang im Bereich Leichtathletik.

### Kunst und Kultur
Die Renovierung und Erweiterung der Kultur- und Unterhaltungseinrichtungen im Jahr 2000 schafften die Voraussetzungen für das Evelyn Danzig Haas ’39 Visiting Artists Programm, das 2003 gestartet wurde. Das Programm bringt bekannte Schriftsteller, Musiker, Schauspieler, Regisseure, Tänzer und Künstler für kurzfristige Aufenthalte auf den Campus, um ihre Arbeit durch Vorträge, Meisterkurse, Konzerte und Ausstellungen vorzustellen. Das „Arts in the City“-Programm ergänzt das Projekt, indem es Studenten und Dozenten bei Reisen nach Boston, Providence und anderen Städten unterstützt, um die künstlerischen und kulturellen Angebote der Region kennenzulernen.

## Öffentliche Wahrnehmung
Folgende Filme wurden, zumindest teilweise, auf dem Campus gedreht oder durch die Studenten des Colleges unterstützt:
- Soul Man (1986)
- Prozac Nation (2001)
- Mona Lisas Lächeln (2003)

Publikationen
- Midnight Oil, eine Literaturzeitschrift von Studenten
- Nike, das offizielle Jahrbuch
- Rushlight, eine Kunst- und Literaturzeitschrift von Studenten
- The Underwire, eine alternative Zeitung von Studenten
- The Wheaton Wire, wöchentlich erscheinende Studentenzeitung[25]
- WCCS, der offizielle Radiosender der Wheaton[26]
- Wheaton Quarterly, das offizielle College Magazin

## Mit dem Wheaton College verbundene Personen
Professoren
- Michael D. C. Drout (* 1968), Professor für Englisch
- Hilda Geiringer (1893–1973), Professorin für Mathematik
- Norton Johnson (1930–2017), Professor für Mathematik
- Emeline Hill Richardson (1910–1999), Professorin für Archäologie
- Emma Susana Speratti-Piñero (1919–1990), Professorin für Hispanistik

Studenten
- Gwenda Blair (* 1943), amerikanische Journalistin, Hochschullehrerin und Sachbuchautorin
- Catherine Keener, amerikanische Schauspielerin.
- Catherine Filene Shouse (1896–1994), amerikanische Schriftstellerin, Frauenrechtlerin und Kunstmäzen.
- Lesley Stahl, amerikanische TV-Journalistin bei CBS News.
- Jigme Khesar Namgyel Wangchuck, König von Bhutan.
- Christine Todd Whitman, amerikanische Politikerin (Republikanische Partei) und Autorin.

Ehrendoktorwürden
- 1984: Seiji Ozawa (1935–2024), japanischer Dirigent und Komponist[27]
- 1985: Indira Gandhi (1917–1984), 1966 bis 1977 und 1980 bis 1984 indische Premierministerin (posthume Verleihung)[28]
- 1985: John W. Gardner (1912–2002), Politiker, 1965 bis 1968 Gesundheitsminister